# Eranina dispar
Eranina dispar är en skalbaggsart som först beskrevs av Bates 1881. Eranina dispar ingår i släktet Eranina och familjen långhorningar.
Artens utbredningsområde är:
- Guatemala.
- Honduras.
- Panama.

Inga underarter finns listade i Catalogue of Life.